# Edificio Manchete
El edificio Manchete es un edificio ubicado en la ciudad de Río de Janeiro, Brasil. Fue proyectado por el arquitecto Oscar Niemeyer en estilo modernista y fue terminado en 1965. Era la sede de la Rede Manchete, de la Revista Manchete y de todos los medios cariocas de Bloch Editores. El edificio se levanta en la rúa do Russel, en el barrio carioca de Glória.
Tenía dos entradas independientes. Una para la revista y otras publicaciones impresas de Bloch Editores y otra entrada para Radio Manchete y para la Rede Manchete de Televisão. El edificio tenía una "M" gigante que se ubicaba en la cima del edificio. Esta M gigante servía de base en la cima de otras sedes donde la Rede MAnchete tenía emisoras propias como São Paulo, Belo Horizonte, Recife y Fortaleza.

## Post-Bloch
El edificio fue desactivado, desalojado y precintado debido a la quiebra de Bloch Editores decretada en agosto del 2000. En el 2004, un grupo empresarial compró el edificio en una subasta y retiró los rótulos del edificio. En abril del 2010, BR Properties, empresa controlada por GP Investimentos, compró el edificio por 260.000.000 reales. El objetivo de BR Properties era renovar el edificio de 27.000 metros cuadrados. En octubre del 2011, BR Properties arrendó parcialmente el edificio a la petrolera Statoil Brasil con un plazo de 120 meses.

## Teatro Adolpho Bloch
El Teatro Manchete, que llevaba años cerrado, recibió el patrocinio de la aseguradora Prudential para reabrir sus puertas y también de Rede D'or São Luiz, pero en menor medida. El local recibió el nombre de Teatro Prudential - Sala Adolpho Bloch en honor al fundador de la Rede Manchete. El espacio tiene 359 localidades, con un escenario de 140 metros cuadrados. 